# Hao Shuai
Hao Shuai (chinesisch 郝帥 / 郝帅, Pinyin Hǎo Shuài; * 1. Oktober 1983 in Tianjin) ist ein chinesischer Tischtennisspieler. Er ist Asienmeister im Doppel und Vizeweltmeister im Mixed.

## Werdegang
Erste internationale Erfolge erzielte Hao Shuai bei den Asienmeisterschaften, wo er 2005 und 2007 mit der chinesischen Mannschaft gewann und 2007 noch den Titel im Doppel mit Ma Long holte. Mit diesem hatte er bereits 2006 bei den ITTF Pro Tour Grand Finals gesiegt. Seit 2005 nahm er an fünf  Weltmeisterschaften teil. Dabei gewann er 2009 jeweils Bronze im Herrendoppel mit Zhang Jike und im Mixed mit Chang Chenchen, 2011 erreichte er im Mixed mit Mu Zi das Endspiel.
2020 wurde Hao Shuai vom Bundesligisten TTC Neu-Ulm verpflichtet, für den er aber lediglich zwei Spiele bestritt.

## Trivia
2010 wurde Hao Shuai auf einer Briefmarke aus Somalia abgebildet.

## Turnierergebnisse
| Verband | Veranstaltung                      | Jahr | Ort           | Land | Einzel        | Doppel        | Mixed         | Team    |
| ------- | ---------------------------------- | ---- | ------------- | ---- | ------------- | ------------- | ------------- | ------- |
| CHN     | Asienmeisterschaft ATTU            | 2007 | Yangzhou      | CHN  |               | Gold          | Viertelfinale | 1       |
| CHN     | Asienmeisterschaft ATTU            | 2005 | Jeju-do       | KOR  | Halbfinale    | Viertelfinale | Viertelfinale | 1       |
| CHN     | Asian Cup                          | 2005 | New Delhi     | IND  | 2             |               |               |         |
| CHN     | Asian Cup                          | 2000 | Mumbai        | IND  | 2             |               |               |         |
| CHN     | Asienspiele                        | 2006 | Doha          | QAT  |               |               |               | 1       |
| CHN     | Asienmeisterschaft ATTU (Junioren) | 1999 | Chennai       | IND  | Halbfinale    |               |               | 1       |
| CHN     | Pro Tour                           | 2013 | Wels          | AUT  | Silber        | Gold          |               |         |
| CHN     | Pro Tour                           | 2012 | Suzhou        | CHN  | Gold          | Viertelfinale |               |         |
| CHN     | Pro Tour                           | 2011 | Schwechat     | AUT  | Viertelfinale | letzte 16     |               |         |
| CHN     | Pro Tour                           | 2011 | Dortmund      | GER  | letzte 16     | Gold          |               |         |
| CHN     | Pro Tour                           | 2010 | Berlin        | GER  | letzte 64     | Silber        |               |         |
| CHN     | Pro Tour                           | 2009 | Seoul         | KOR  | Silber        | Gold          |               |         |
| CHN     | Pro Tour                           | 2009 | Tianjin       | CHN  | Silber        | Gold          |               |         |
| CHN     | Pro Tour                           | 2009 | Doha          | QAT  | Halbfinale    | Silber        |               |         |
| CHN     | Pro Tour                           | 2009 | Kuwait City   | KUW  | letzte 16     | Silber        |               |         |
| CHN     | Pro Tour                           | 2009 | Frederikshavn | DEN  | letzte 16     |               |               |         |
| CHN     | Pro Tour                           | 2009 | Frederikshavn | DEN  |               | Halbfinale    |               |         |
| CHN     | Pro Tour                           | 2009 | Velenje       | SVN  | Gold          | Halbfinale    |               |         |
| CHN     | Pro Tour                           | 2008 | Shanghai      | CHN  | Gold          | Viertelfinale |               |         |
| CHN     | Pro Tour                           | 2008 | Changchun     | CHN  | letzte 16     |               |               |         |
| CHN     | Pro Tour                           | 2007 | Shenzhen      | CHN  | letzte 32     |               |               |         |
| CHN     | Pro Tour                           | 2007 | Nanjing       | CHN  | Halbfinale    | Viertelfinale |               |         |
| CHN     | Pro Tour                           | 2007 | Chiba         | JPN  | letzte 64     | Viertelfinale |               |         |
| CHN     | Pro Tour                           | 2007 | Salwa Cup     | KUW  | letzte 16     | Halbfinale    |               |         |
| CHN     | Pro Tour                           | 2007 | Doha          | QAT  | letzte 32     | Halbfinale    |               |         |
| CHN     | Pro Tour                           | 2007 | Velenje       | SVN  | Viertelfinale | letzte 16     |               |         |
| CHN     | Pro Tour                           | 2007 | Zagreb        | HRV  | Gold          | Viertelfinale |               |         |
| CHN     | Pro Tour                           | 2006 | Guangzhou     | CHN  | Viertelfinale | Gold          |               |         |
| CHN     | Pro Tour                           | 2006 | Kunshan       | CHN  | Viertelfinale | Silber        |               |         |
| CHN     | Pro Tour                           | 2006 | Kuwait City   | KUW  | Viertelfinale | Viertelfinale |               |         |
| CHN     | Pro Tour                           | 2006 | Doha          | QAT  | letzte 32     | Viertelfinale |               |         |
| CHN     | Pro Tour                           | 2006 | Zagreb        | HRV  | Viertelfinale | Halbfinale    |               |         |
| CHN     | Pro Tour                           | 2006 | Velenje       | SVN  | letzte 64     | Gold          |               |         |
| CHN     | Pro Tour                           | 2005 | Göteborg      | SWE  | Halbfinale    | letzte 16     |               |         |
| CHN     | Pro Tour                           | 2005 | Magdeburg     | GER  | letzte 32     | letzte 16     |               |         |
| CHN     | Pro Tour                           | 2005 | Yokohama      | JPN  | Viertelfinale | letzte 16     |               |         |
| CHN     | Pro Tour                           | 2005 | Shenzhen      | CHN  | Viertelfinale | Halbfinale    |               |         |
| CHN     | Pro Tour                           | 2004 | Wels          | AUT  | letzte 16     | letzte 16     |               |         |
| CHN     | Pro Tour                           | 2004 | Leipzig       | GER  | letzte 32     |               |               |         |
| CHN     | Pro Tour                           | 2004 | Changchun     | CHN  | letzte 16     | Viertelfinale |               |         |
| CHN     | Pro Tour                           | 2004 | Singapur      | SIN  | letzte 16     | Viertelfinale |               |         |
| CHN     | Pro Tour                           | 2004 | Pyeongchang   | KOR  | Viertelfinale | letzte 16     |               |         |
| CHN     | Pro Tour                           | 2003 | Malmö         | SWE  | Halbfinale    | Halbfinale    |               |         |
| CHN     | Pro Tour                           | 2003 | Aarhus        | DEN  | letzte 16     | Halbfinale    |               |         |
| CHN     | Pro Tour                           | 2003 | Bremen        | GER  | letzte 64     |               |               |         |
| CHN     | Pro Tour                           | 2003 | Johor Bahru   | MAS  | Silber        | Viertelfinale |               |         |
| CHN     | Pro Tour                           | 2003 | Kobe          | JPN  | Viertelfinale | Silber        |               |         |
| CHN     | Pro Tour                           | 2003 | Guangzhou     | CHN  | letzte 16     | letzte 16     |               |         |
| CHN     | Pro Tour                           | 2003 | Croatia       | HRV  | letzte 64     |               |               |         |
| CHN     | Pro Tour Grand Finals              | 2009 | Macau         | MAC  | Viertelfinale |               |               |         |
| CHN     | Pro Tour Grand Finals              | 2007 | Peking        | CHN  | letzte 16     | Halbfinale    |               |         |
| CHN     | Pro Tour Grand Finals              | 2006 | Hong-Kong     | HKG  |               | Gold          |               |         |
| CHN     | Pro Tour Grand Finals              | 2003 | Guangzhou     | CHN  | Silber        | Halbfinale    |               |         |
| CHN     | Weltmeisterschaft                  | 2011 | Rotterdam     | NED  |               |               | Silber        |         |
| CHN     | Weltmeisterschaft                  | 2009 | Yokohama      | JPN  |               | Halbfinale    | Halbfinale    |         |
| CHN     | Weltmeisterschaft                  | 2007 | Zagreb        | HRV  | Viertelfinale | letzte 16     | keine Teiln.  |         |
| CHN     | Weltmeisterschaft                  | 2005 | Shanghai      | CHN  | Viertelfinale |               | Viertelfinale |         |
| CHN     | WTC-World Team Cup                 | 2010 | Dubai         | UAE  |               |               |               | Platz 1 |